# Portraits fantômes
Pour plus de détails, voir Fiche technique et Distribution.
Portraits fantômes (Retratos Fantasmas) est un film brésilien réalisé par Kleber Mendonça Filho, sorti en 2023.

## Fiche technique
Sauf indication contraire, les informations mentionnées dans cette section peuvent être confirmées par la base de données cinématographiques IMDb,  présente dans la section « Liens externes ».
- Titre original : Retratos Fantasmas
- Titre français : Portraits fantômes
- Réalisation et scénario : Kleber Mendonça Filho
- Photographie : Pedro Sotero
- Montage : Matheus Farias
- Pays d'origine : Brésil
- Format : Couleurs - 1,85:1 - Dolby Digital
- Genre : documentaire
- Durée : 93 minutes
- Dates de sortie :
  - France : 19 mai 2023 (Festival de Cannes 2023) ; 1er novembre 2023 (sortie nationale)

## Distinction
- Festival de Cannes 2023 : sélection en Séances spéciales